# Hawtai Lusheng E70
Hawtai Lusheng E70 (华泰 路盛 E70) — компактный автомобиль, выпускавшийся китайской компанией Hawtai с 2013 по 2018 год.

## Описание

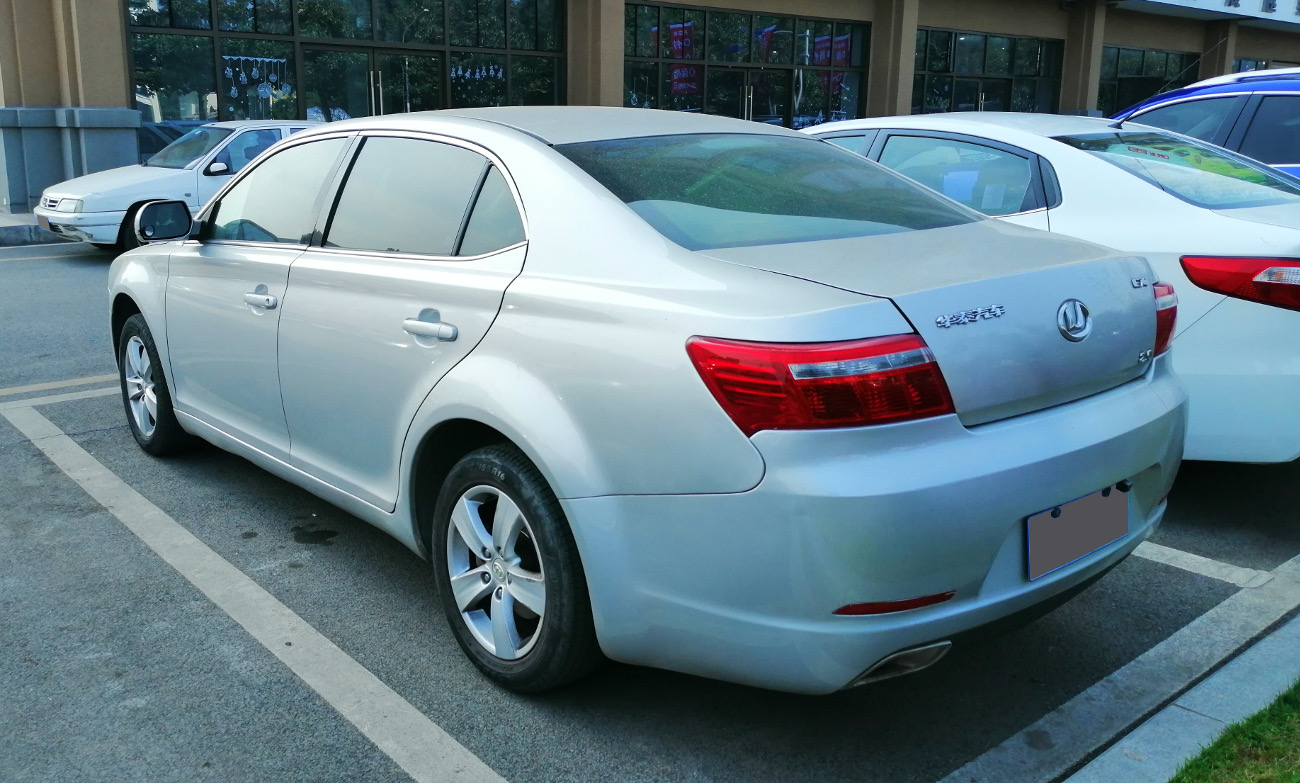
Вид сзади

Hawtai E70 впервые был представлен в 2010 году на Пекинском автосалоне. Серийная версия под названием Lusheng E70 была представлена в марте 2013 года.
Hawtai E70 оснащался 2,0-литровым двигателем мощностью 129 л. с. и крутящим моментом 180 Н·м, который сочетался в паре с пятиступенчатой механической или же четырёхступенчатой автоматической трансмиссией. В 2016 году автомобиль был переименован в E80. Параллельно был начат выпуск электромобиля Lusheng S5 iEV230.

### Hawtai Lusheng E80/Lusheng S5
Hawtai Lusheng E80 был представлен в 2016 году. Он оснащался 1,5-литровым рядным четырёхцилиндровым дизельным двигателем DOHC. В 2017 году модель была переименована в Lusheng E5.

### Hawtai Lusheng S5 iEV230/Hawtai Lusheng S5 EV330
Hawtai Lusheng S5 iEV230 являлся электромобилем на базе Lusheng S5 и приводился в движение электродвигателем с аккумулятором мощностью 39 кВт·ч.
Hawtai Lusheng S5 EV330 являлся концепт-каром, выпущенным в 2018 году. Он оснащён аккумулятором мощностью 55 кВт·ч с запасом хода 330 км по циклу NEDC. Мощность электродвигателя 80 кВт (107 л. с.), крутящий момент — 220 Н·м при максимальной скорости 130 км/ч.

## Экспортные рынки

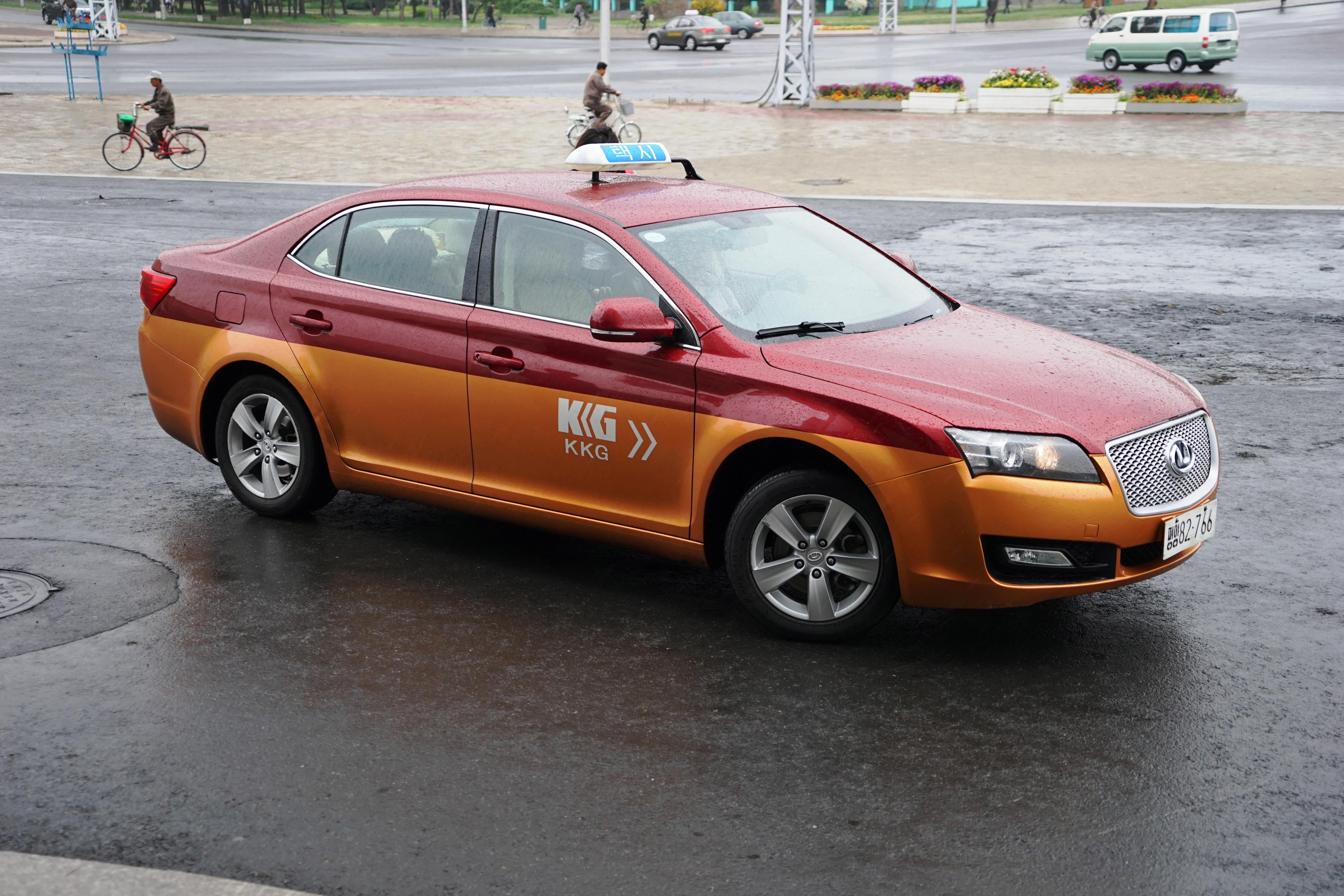
Такси

С 2013 года автомобили Hawtai E70 поставлялись в Северную Корею, Ирак, Ливию, Иорданию, Россию, Египет и Анголу. В декабре 2013 года компания Hawtai экспортировала 300 такси Hawtai Lusheng E70 в Пхеньян.